# Petit Trianon
Petit Trianon – klasycystyczny pałacyk w ogrodach Wersalu. 

## Historia
Powstawał w latach 1762–1768. Zaprojektował go Ange-Jacques Gabriel z rozkazu Ludwika XV, króla Francji. Budynek był przeznaczony dla metresy władcy, Madame de Pompadour. Zmarła ona jednak cztery lata przed ukończeniem pałacyku, więc dostał się on kolejnej kochance króla, Madame du Barry. W 1774 r. Ludwik XVI podarował go swej żonie, Marii Antoninie, która lubiła ukrywać się tam nie tylko przed rygorystyczną dworską etykietą, ale i przed własnymi obowiązkami. W 1789 Petit Trianon został zdobyty przez rewolucjonistów wraz z resztą Wersalu.

## Architektura
Cechuje go symetria, harmonia, rytm, powściągliwość w formie. Architekt zastosował tzw. wielki porządek – pilastry biegną przez więcej niż jedną kondygnację w celu zrównoważenia gzymsu wieńczącego dach.